# گاریبونگ
گاریبونگ (به لاتین: Garibong) یک کوه در کره جنوبی است که در کره جنوبی واقع شده‌است. گاریبونگ ۱٬۰۵۹٫۷ متر بالاتر از سطح دریا واقع شده‌است.